# Japão nos Jogos Olímpicos de Inverno de 1928
O Japão competiu nos Jogos Olímpicos de Inverno de 1928, realizados em St. Moritz, Suíça.